# Tuffi ai IX Giochi del Mediterraneo
Il programma dei tuffi dei IX Giochi del Mediterraneo ha previsto 3 gare: 2 maschili e 1 femminile. La nazione dominatrice è stata l'Italia, che si è aggiudicata tutte e 3 le gare in programma.

## Podi

### Uomini
| Evento          | Oro                | Perform. | Argento            | Perform. | Bronzo         | Perform. |
| Trampolino 3m   | Massimo Castellani | 616.95   | Richardo Camacho   | 600.80   | Piero Italiani | 575.00   |
| Piattaforma 10m | Domenico Rinaldi   | 554.90   | Massimo Castellani | 545.55   | André Bahon    | 451.40   |

### Donne
| Evento        | Oro           | Perform. | Argento        | Perform. | Bronzo       | Perform. |
| Trampolino 3m | Laura Schermi | 426.20   | Claire Isacard | 407.90   | Giuliana Aor | 387.55   |

## Medagliere
| Posizione | Paese   |   |   |   | Totale |
| --------- | ------- | - | - | - | ------ |
| 1         | Italia  | 3 | 1 | 2 | 6      |
| 2         | Francia | 0 | 1 | 1 | 2      |
| 3         | Spagna  | 0 | 1 | 0 | 1      |
| Totale    | Totale  | 3 | 3 | 3 | 9      |